# Mangal
Pour les articles homonymes, voir Mangal (homonymie).
Mangal était un État princier des Indes, dirigé par des souverains qui portaient le titre de « rana » et qui subsista jusqu'en 1948, date à laquelle il fut intégré à l'État d'Himachal Pradesh.
Mangal fut occupé par le Népal de 1803 à 1815.

## Liste des ranas de Mangal
Les dirigeants portaient le titre de Rana,,.
- ?-? Raghunath-Singh (1240-)
- ?-? Pratap-Singh
- ?-? Kripal-Chand
- ?-? Sartam-Chand
- ?-? Man-Chand
- ?-? Gulab-Chand
- ?-? Tara-Chand
- ?-? Sansar-Chand
- ?-? Jai-Singh
- ?-? Chittar-Singh
- ?-? Inder-Singh
- ?-? Veer-Singh
- ?-? Amar-Singh
- ?-? Karam-Singh
- ?-? Bahadur-Singh
- ?-1803 Bahadur-Singh
- 1803-1815 occupé par le Népal
- 1815-1844 Prithvi-Singh
- 1844 Jodha-Singh
- 1844-1892 Ajit-Singh
- 1892-1920 Trilok-Singh
- 1920-1948 Shiv-Singh
- 1953-1973 Ranbir-Singh
- 1973-     Surinder-Singh (n. 11 octobre 1957)